# Charley Trippi
Charles Louis Trippi (Pittston, 14 dicembre 1921 – Athens, 19 ottobre 2022) è stato un giocatore di football americano statunitense che ha giocato nei ruoli di halfback e quarterback per tutta la carriera con i Chicago Cardinals della National Football League (NFL). È stato inserito nella Pro Football Hall of Fame nel 1968.

## Carriera professionistica
Scelto come primo assoluto nel Draft NFL 1945, Trippi fu conteso tra la NFL e quella che all'epoca era la sua lega rivale, la All-America Football Conference (AAFC). I New York Giants della AAFC furono sul punto di firmare Trippi, ma Charles W. Bidwill Sr., proprietario dei Cardinals, alla fine si assicurò le prestazioni di Trippi con un contratto quadriennale del valore di 100.000 dollari, incluso un bonus alla firma di 25.000 dollari.
L'aggiunta di Trippi completò il sogno di Bidwill da assemblare un reparto soprannominato "Millior Dollar Backfield." Anche se Bidwill non visse abbastanza a lungo per vederlo in azione, Charley divenne il giocatore deciso insieme a un reparto che comprendeva Paul Christman, Pat Harder, Marshall Goldberg e, in seguito, Elmer Angsman.
La miglior gara di Trippi fu nella finale del campionato NFL del 1947 quando i Cardinals sconfissero i Philadelphia Eagles, 28-21. Giocando su un campo ghiacciato a Chicago, Charley indossò scarpe da basket per una migliore trazione e totalizzò 206 yard, incluse 102 yard su due ritorni da punt. Segnò inoltre due touchdown: uno su una corsa da 44 yard e uno su un ritorno di punt da 75 yard.
Trippi giocò come halfback sinistro per le prime quattro stagioni prima di passare a quarterback nelle due annate successive. In seguito si spostò ad halfback offensivo per una stagione prima di passare a giocare in difesa nel 1954 e 1955. Fu anche il punter dei Cardinals e giocò negli special team.
Trippi è l'unico giocatore indotto nella Pro Football Hall of Fame ad aver guadagnato mille yard sia su corsa, che su ricezione che su passaggio (altri due giocatori, non membri però della Hall of Fame, George Taliaferro e Bob Hoernschemeyer, hanno ottenuto questa distinzione).

## Palmarès
- Campione NFL (1947)
- (2) Pro Bowl (1952, 1953)
- (3) All-Pro (1947, 1948, 1952)
- Maxwell Award (1946)
- Formazione ideale della NFL degli anni 1940
- Pro Football Hall of Fame (classe del 1968)
- College Football Hall of Fame

## Statistiche
| Yard corse             | 3.506 |
| Touchdown su corsa     | 23    |
| Yard passate           | 2.547 |
| Touchdown passati      | 16    |
| Yard ricevute          | 1.321 |
| Touchdown su ricezione | 11    |